# بلک‌برن تورکوک
بلک‌برن تورکوک (به انگلیسی: Blackburn_Turcock) یک هواگرد ملخ‌پیشین تک‌موتوره از نوع جنگنده ساخت شرکت هواگردسازی بلک‌برن است. هواگرد بلک‌برن تورکوک نخستین پروازش را در ۱۴ نوامبر ۱۹۲۷ میلادی انجام داد. در مجموع، تعداد ۱ فروند از این هواگرد ساخته شده‌است.
طراح این هواگرد، F.A Bumpus and B.A. Duncan بود.